# Impatiens carlsoniae
Impatiens carlsoniae är en balsaminväxtart som beskrevs av Fischer och Raheliv. Impatiens carlsoniae ingår i släktet balsaminer, och familjen balsaminväxter. Inga underarter finns listade i Catalogue of Life.